# Niviventer confucianus
Niviventer confucianus és una espècie de mamífer rosegador de la família dels múrids. Viu a altituds d'entre 150 i 4.000 msnm a Myanmar, Tailàndia, el Vietnam, la Xina i, possiblement, Laos. Ocupa una gran varietat d'hàbitats. És una espècie en risc mínim, és a dir, no sembla que hi hagi cap amenaça significativa per a la seva supervivència. El seu nom específic, confucianus, es refereix a Confuci, filòsof xinès del mil·lenni I aC.